# هم (رواية)
هم (بالإنجليزية: Them)‏ هي رواية للكاتبة الأمريكية جويس كارول أوتس، نشرت عام 1969، عن دار نشر فانغراد بريس.

## روابط خارجية
- هم على موقع الموسوعة البريطانية (الإنجليزية)